# Carex prahliana
Carex prahliana là một loài thực vật có hoa trong họ Cói. Loài này được Junge mô tả khoa học đầu tiên năm 1906.